# Horka (Nový Kostel)
Horka (németül Berg) Nový Kostel településrésze Csehországban a Karlovy Vary-i kerület Chebi járásában. Központi településétől 5 km-re délkeletre fekszik. A 2001-es népszámlálási adatok szerint 10 lakóháza és 15 lakosa van.